# دانشگاه توکات گازیوسمانپاشا
دانشگاه توکات گازیوسمانپاشا (ترکی استانبولی: Tokat Gaziosmanpaşa Üniversitesi) یک دانشگاه دولتی است که در سال ۱۹۹۲ تأسیس شد و در توکات ترکیه واقع شده‌است. این دانشگاه نام خود را از فرمانده مشهور ترک غازی عثمان نوری پاشا که در توکات متولد شده‌است گرفته است.
رئیس دانشگاه پاشا پروفسور فاتح یلماز است. دانشگاه دو معاون دارد. اسامی معاونان آموزشی پروفسور Mücahit Eğri و Prof. Rasim Koçyiğit می‌باشد.